# 2009-10 アトレティコ・マドリード
'2009-10 アトレティコ・マドリードでは、2009年-2010年シーズンのアトレティコ・マドリードについて記述する。

## 概要
資金不足により移籍市場での活発な動きは少なかったが、引く手あまただったセルヒオ・アグエロとディエゴ・フォルランの引き止めには成功した。シーズン開幕後はアベル・レシーノ監督による守備的な戦術が機能せず、リーグ第7節のCAオサスナ戦と続くUEFAチャンピオンズリーグのチェルシーFC戦でそれぞれ完敗したことでレシーノ監督は解任された。後任はキケ・サンチェス・フローレスが務め、ホセ・アントニオ・レジェスを右サイドのウイングに抜擢したことや冬の移籍市場で獲得したティアゴ、シーズン公式戦通算28得点を挙げたディエゴ・フォルランらの活躍によって復調し、リーグ戦9位でシーズンを終えた。しかし、リーグ戦で1度も上位陣に食い込むことが出来ず、UEFAチャンピオンズリーグではグループステージで敗退した。しかし、コパ・デル・レイではセビージャFCに敗れたものの準優勝に終わり、UEFAヨーロッパリーグに関してはバレンシアCFやリヴァプールFC、決勝でフラムFCを破って大会初優勝を果たした。また、このシーズンにおいてコパ・デル・レイでの好パフォーマンスから19歳のダビド・デ・ヘアがセルヒオ・アセンホに代わってレギュラーを務めることとなった。

## 登録メンバー
注：選手の国籍表記はFIFAの定めた代表資格ルールに基づく。
| No. | Pos. |              | 選手名                 |
| --- | ---- | ------------ | ---------------------- |
| 1   | GK   | スペイン     | セルヒオ・アセンホ     |
| 2   | DF   | スペイン     | フアン・バレーラ       |
| 3   | DF   | スペイン     | アントニオ・ロペス     |
| 4   | DF   | アルゼンチン | マリアーノ・ペルニア   |
| 5   | MF   | ポルトガル   | ティアゴ               |
| 6   | MF   | スペイン     | イグナシオ・カマーチョ |
| 7   | FW   | ウルグアイ   | ディエゴ・フォルラン   |
| 8   | MF   | スペイン     | ラウール・ガルシア     |
| 9   | FW   | スペイン     | ホセ・マヌエル・フラド |
| 10  | FW   | アルゼンチン | セルヒオ・アグエロ     |
| 12  | MF   | ブラジル     | パウロ・アスンソン     |

| No. | Pos. |              | 選手名                     |
| --- | ---- | ------------ | -------------------------- |
| 13  | GK   | スペイン     | ロベルト                   |
| 14  | FW   | アルゼンチン | エドゥアルド・サルビオ     |
| 16  | DF   | スペイン     | フアニート                 |
| 17  | DF   | チェコ       | トマーシュ・ウイファルシ   |
| 18  | DF   | スペイン     | アルバロ・ドミンゲス       |
| 19  | FW   | スペイン     | ホセ・アントニオ・レジェス |
| 20  | MF   | ポルトガル   | シモン                     |
| 21  | DF   | コロンビア   | ルイス・ペレア             |
| 22  | DF   | スペイン     | パブロ・イバニェス         |
| 23  | MF   | ブラジル     | クレーベル・サンタナ       |
| 24  | DF   | ウルグアイ   | レアンドロ・カブレラ       |

### リザーブチーム
注：選手の国籍表記はFIFAの定めた代表資格ルールに基づく。
| No. | Pos. |          | 選手名             |
| --- | ---- | -------- | ------------------ |
| 26  | MF   | スペイン | コケ               |
| 35  | MF   | スペイン | ルベン・ペレス     |
| 42  | GK   | スペイン | ジョエル・ロブレス |
| 43  | GK   | スペイン | ダビド・デ・ヘア   |
| 55  | FW   | スペイン | ボルハ・バストン   |
| 58  | FW   | セネガル | イブラヒマ・バルデ |
| 59  | MF   | スペイン | ホルヘ・モリーノ   |

### シーズン中に退団した選手
注：選手の国籍表記はFIFAの定めた代表資格ルールに基づく。
| No. | Pos. |              | 選手名                     |
| --- | ---- | ------------ | -------------------------- |
| 5   | DF   | オランダ     | ヨン・ハイティンハ         |
| 11  | MF   | アルゼンチン | マキシ・ロドリゲス         |
| 14  | FW   | フランス     | フロラン・シナマ＝ポンゴル |
| 49  | MF   | スペイン     | ケコ                       |

## 試合結果
- BDFutbolによる試合結果